# Piezoresistiver Effekt
Der piezoresistive Effekt beschreibt die Veränderung des elektrischen Widerstands eines Materials  durch Druck oder Zug. Die ersten Veröffentlichungen zu diesem Thema gehen auf Percy W. Bridgman in den 1920er Jahren zurück, der sich unter anderem intensiv mit dem Einfluss von hohen Drücken auf die Eigenschaften von Materialien beschäftigte.

## Beschreibung

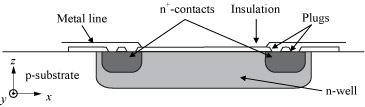
Schnittdarstellung durch einen piezoresistiven Widerstand in einem Halbleiter

Diese Widerstandsänderung tritt bei jedem Material auf, sie ist jedoch bei Halbleitermaterialien sehr viel ausgeprägter als bei Metallen, wo sie gegenüber der Widerstandsänderung durch Änderung der Geometrie des Leiters eher vernachlässigbar ist. Bei Halbleitern lässt sich die Stärke des Effekts zudem leicht über die Orientierung des Einkristalls, das heißt, in welcher Richtung der Strom das Bauelement durchfließt, und der Dotierung mit Fremdatomen beeinflussen.

## Anwendung
Eine technische Anwendung des piezoresistiven Effekts ist die Messung von Kraft oder Druck mit einem Dehnungsmessstreifen (DMS).
Der Vorteil im Vergleich zu Metall-Dehnungsmessstreifen liegt in der hohen Empfindlichkeit. Außerdem lassen sich positive und negative Proportionalitätsfaktoren (K-Faktoren) realisieren, sodass leichter Vollbrücken aufgebaut werden können. Somit lässt sich mit Silicium eine viel höhere Auflösung erzielen.
Auf Grund der Nichtlinearität ist der Messbereich auf kleinere Dehnungen als bei Metall-DMS beschränkt.
Silicium ist nur in einem begrenzten Bereich verformbar – es hat gegenüber Metallen einen großen Elastizitätsmodul und ist spröde; sein elektrischer Widerstand ändert sich jedoch aufgrund des piezoresistiven Effektes stärker, als dies durch Geometrieänderungen, hervorgerufen durch mechanische Spannungen, zu erwarten wäre (Faktor 4 bis 90).
Piezoresistive Sensoren aus Silicium sind deutlich günstiger herstellbar als sogenannte Dünnfilmsensoren.
Sie werden auch deshalb als Drucksensoren eingesetzt, da sich die zur Umsetzung des Druckes auf eine Verformung notwendige Membran, die Sensoren selbst sowie die Auswerte- und Abgleichelektronik gemeinsam auf einem Halbleiterplättchen unterbringen lassen. Bei metallischen Dünnfilm-Sensoren hingegen muss dafür eine separate metallische  Membran (meist aus Edelstahl) verwendet werden, was einen höheren Aufwand bedeutet.